# Algona (Washington)
Algona és una població dels Estats Units a l'estat de Washington. Segons el cens del 2000 tenia 2.460 habitants.

## Demografia
Segons el cens del 2000, Algona tenia 2.460 habitants, 845 habitatges, i 643 famílies. La densitat de població era de 703,6 habitants per km².
Dels 845 habitatges en un 43,3% hi vivien nens de menys de 18 anys, en un 56,4% hi vivien parelles casades, en un 11,7% dones solteres, i en un 23,8% no eren unitats familiars. En el 18,6% dels habitatges hi vivien persones soles el 3,8% de les quals corresponia a persones de 65 anys o més que vivien soles. El nombre mitjà de persones vivint en cada habitatge era de 2,91 i el nombre mitjà de persones que vivien en cada família era de 3,29.
Per edats la població es repartia de la següent manera: un 30,7% tenia menys de 18 anys, un 6,8% entre 18 i 24, un 36,6% entre 25 i 44, un 19,6% de 45 a 60 i un 6,3% 65 anys o més.
L'edat mediana era de 34 anys. Per cada 100 dones de 18 o més anys hi havia 104,8 homes.
La renda mediana per habitatge era de 50.833 $ i la renda mediana per família de 52.462 $. Els homes tenien una renda mediana de 40.450 $ mentre que les dones 28.370 $. La renda per capita de la població era de 19.734 $. Aproximadament el 3,2% de les famílies i el 4,5% de la població estaven per davall del llindar de pobresa.

## Poblacions més properes
El següent diagrama mostra les poblacions més properes.